# 八幡神社 (埼玉県宮代町)
八幡神社（はちまんじんじゃ）は、埼玉県南埼玉郡宮代町の神社。

## 歴史
創建年代は不明である。一説によれば豊臣氏の家臣の高橋七郎兵衛が大坂の陣の敗北後、当地に落ち延び帰農した際に、鶴岡八幡宮から分霊を勧請して、高橋家の屋敷神として祀ったのが起源である。その後、高橋家以外の村人の崇敬の対象にもなり、宝永年間（1704年 - 1711年）に村の鎮守になった。西光院が別当寺となった。
1873年（明治6年）、近代社格制度に基づく「村社」に列せられた。なお、1931年（昭和6年）まで、氏子一同が集まって観音経を唱えるなど神仏習合色が色濃い風習が残っていた。

## 交通アクセス
- 東武動物公園駅より徒歩20分。